# Maria Swech
Maria Swech ps. „Myszka”, „Mysza” (ur. 15 sierpnia 1916, zm. 28 września 1944 w Wierszach) – polska łączniczka, kurierka, uczestniczka powstania warszawskiego.
Jej rodzicami byli Jan i Jadwiga. Podczas II wojny światowej była kurierką i łączniczką Komendy Obwodu Praga Okręgu Armii Krajowej w Warszawie. Była uczestniczką kursu łączności. Po upadku powstania na Pradze przedostała się przez Wisłę do lewobrzeżnej Warszawy, w celu rozeznania się, jak przebiegają tam walki powstańcze. Po wykonaniu zadania powróciła do Pragi, gdzie wraz z grupą powstańców po raz trzeci przepłynęła Wisłę. Dołączyła do oddziałów walczących w Kampinosie. Poległa 27 września 1944 roku Wierszach, podczas bombardowania miejscowości.
Początkowo została pochowana w Wierszach, po wojnie została ekshumowana na Cmentarzu Wojskowym na Powązkach. W tym samym grobie są pochowani również jej bracia Andrzej i Stanisław, również polegli podczas powstania warszawskiego.
Maria Swech została pośmiertnie odznaczona Krzyżem Srebrnym Orderu Wojennego Virtuti Militari (rozkazem Komendanta Obwodu Praga ppłk. Antoniego Żurowskiego ps. „Bober” nr 30 z 28 sierpnia 1944) oraz Krzyżem Walecznych. W 2011 potwierdzono nadanie orderu Virtuti Militari. W 2016 roku Prezydent Polski Andrzej Duda wręczył order Virtuti Militari Marcie Freudenheim, najbliższej żyjącej krewnej Marii Swech.